# Kasteel Schöndelen

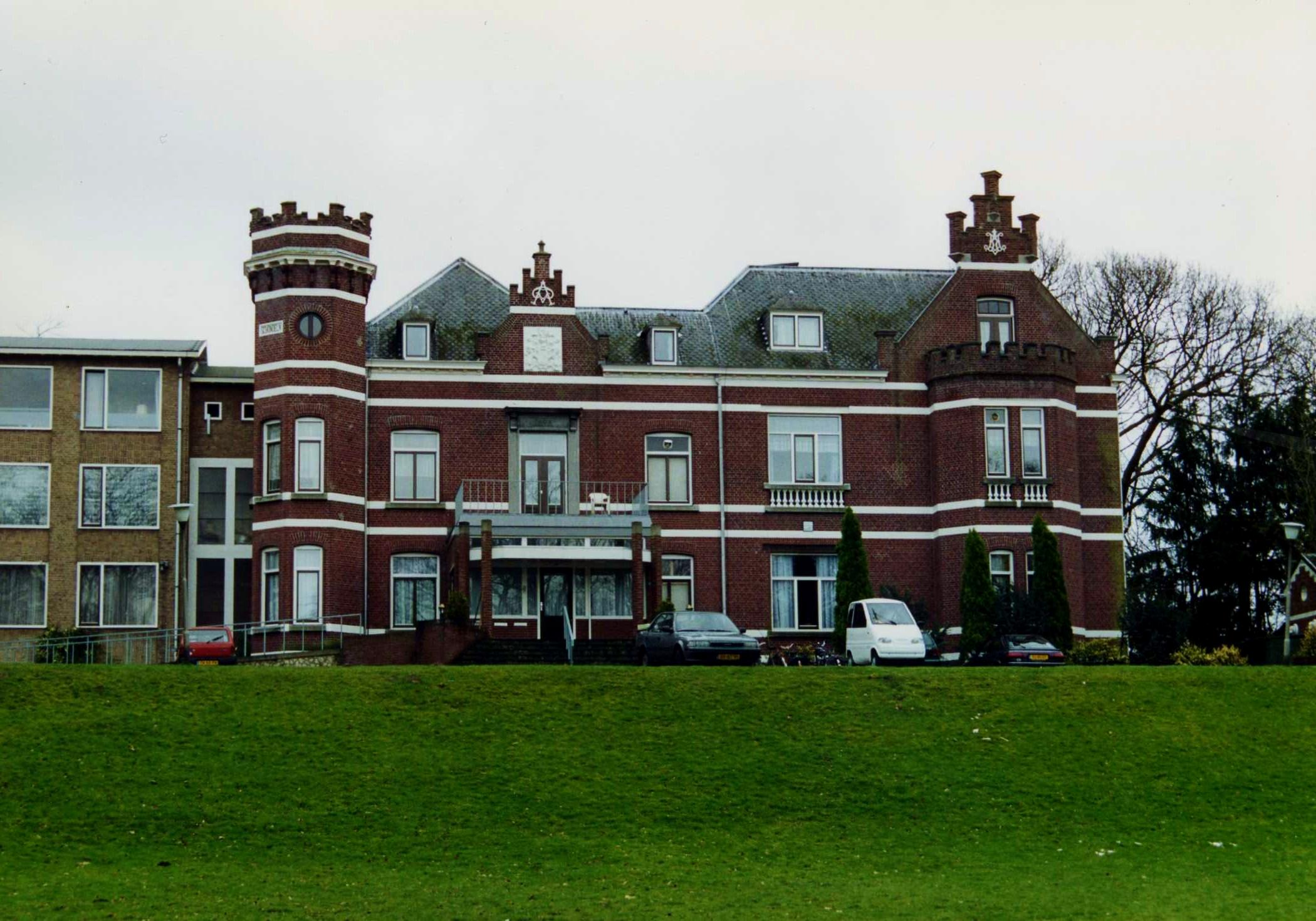
Kasteel Schöndelen

Kasteel Schöndelen is een kasteelachtig herenhuis te Roermond, gelegen aan Heinsbergerweg 174.
Het bouwwerk werd gebouwd in 1893 voor Jonkheer C.A.M.E. van Afferden. Het is in traditionalistische eclectische stijl met een achtkant hoektorentje, kantelen en topgeveltjes. Op het trapgeveltje boven de ingang prijkt het wapenschild en een monogram van het geslacht Van Afferden. Het gebouw ligt in een park. Het is gebouwd in baksteen met speklagen van pleisterwerk. In 1960 werd een ingangspartij aangebouwd. In 1990 werden vensters en dakkapellen aangebracht.

## Camillianen
De Camillianen, welke in 1884 vanuit Verona naar Nederland waren gekomen, vestigden zich te Roermond en betrokken een klooster aan de Willem II singel, waar ze ook een kliniek inrichtten. In 1920 werd het klooster opgeheven, maar in 1926 kwamen de Camillianen terug, waar ze op Kasteel Schöndelen een sanatorium (ontwenningskliniek) voor drankzuchtigen begonnen.
Begin jaren '60 van de 20e eeuw werd de ontwenningskliniek gesloten en kwam er een verpleeghuis dat in 1962 de eerste cliënten ontving. Er werd een nieuw gebouw naast het kasteel opgericht wat in 1972 werd betrokken. Een groot deel van het klooster kwam leeg te staan. Er kwamen onder meer kantoren, een opvanghuis, een pension en een kinderdagverblijf in het gebouw. Het aantal Camillianen nam ondertussen sterk af.